# Gutbier (Adelsgeschlecht)

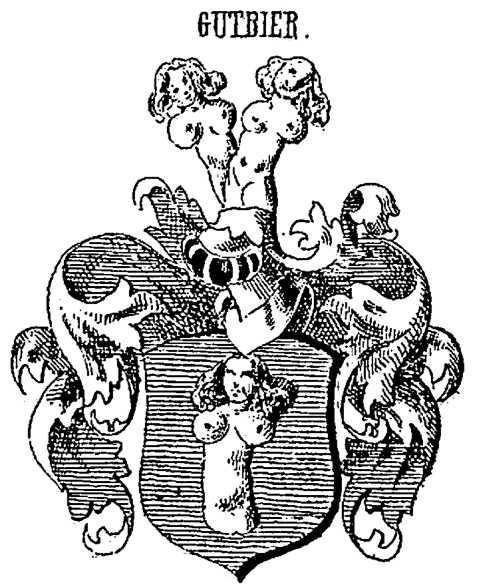
Wappen derer von Gutbier in Siebmachers Wappenbuch

Gutbier ist der Name eines thüringisch-sächsischen Briefadelsgeschlechts. 

## Geschichte
Die aus einer bürgerlichen Familie der Stadt Bad Langensalza stammenden Brüder Ludwig und August Gutbier, die beide in der Sächsischen Armee dienten, erreichten im Reichsvikariat am 6. Juli 1792 die Erhebung in den Reichsadelsstand durch Kurfürst Friedrich August III. von Sachsen.

## Wappen
Blasonierung: In Blau ein nackter weiblicher Rumpf mit abfliegenden goldenen Haaren. Auf dem Helm mit blau-silbernen Helmdecken zwei solche Rümpfe.

## Persönlichkeiten
- Christian August von Gutbier (1798–1866), sächsischer Offizier und Geologe